# Hold Me Now
Hold Me Now ist ein Lied des irischen Sängers Johnny Logan und der Siegertitel des Eurovision Song Contest 1987 in Brüssel. Logan hatte bereits 1980 mit What’s Another Year den Grand Prix gewonnen.

## Geschichte
Die Pop-Ballade hatte Logan selbst, unter dem Pseudonym Seán Sherrard, geschrieben. Am Abend des Eurovision Song Contests trat Logan als 20. von 22 Teilnehmern auf, nach Anne Cathrine Herdorf & Bandjo mit En lille melodi und vor Novi Fosili aus Jugoslawien mit Ja sam za ples. Am Ende der Abstimmung hatte das Lied 172 Punkte.
Nachdem Logan gewonnen hatte, rief er in Anspielung auf seinen früheren Sieg: „I still love you, Ireland“. Bei der folgenden Wiederholung konnte er, von seinen Emotionen überwältigt die hohen Töne nicht mehr singen.

## Rezeption

### Chartplatzierungen
| ChartsChartplatzierungen     | Höchstplatzierung | Wochen |
| ---------------------------- | ----------------- | ------ |
| Deutschland (GfK)            | 2 (15 Wo.)        | 15     |
| Irland (IRMA)                | 1 (14 Wo.)        | 14     |
| Österreich (Ö3)              | 4 (14 Wo.)        | 14     |
| Schweiz (IFPI)               | 6 (12 Wo.)        | 12     |
| Vereinigtes Königreich (OCC) | 2 (11 Wo.)        | 11     |

| ChartsJahrescharts (1987)    | Platzierung |
| ---------------------------- | ----------- |
| Deutschland (GfK)            | 34          |
| Österreich (Ö3)              | 28          |
| Vereinigtes Königreich (OCC) | 19          |

### Auszeichnungen für Musikverkäufe
| Land/Region                  | Auszeichnungen für Musikverkäufe (Land/Region, Auszeichnung, Verkäufe) | Verkäufe |
| ---------------------------- | ---------------------------------------------------------------------- | -------- |
| Vereinigtes Königreich (BPI) | Silber                                                                 | 250.000  |
| Insgesamt                    | 1× Silber ·                                                            | 250.000  |